# Гетманський Олександр Миколайович
Олександр Миколайович Гетманський (22 січня 1960, Харків — 1 квітня 2023, Київ) — український актор театру і кіно, Заслужений артист України (1994), Народний артист України (2004).

## Життєпис
Олександр Гетманський народився у Харкові 22 січня 1960 року.
У 1976 році закінчив Київський державний інститут театрального мистецтва імені Івана Карпенка-Карого (курс Миколи Рушковського). У 1980 році закінчив акторський факультет (курс Олександра Сердюка) Харківського інституту мистецтв.
У 1980—1995 роках працював актором Київського театру юного глядача. У 1995 році Олександр Гетманський перейшов до Київського академічного театру драми і комедії на лівому березі Дніпра. З 2004 року по 2022 рік він був актором Київського національного академічного театру російської драми імені Лесі Українки.
Помер 1 квітня 2023 року після тривалої хвороби. Місце поховання — селище Високий Харківського району Харківської області.

## Творчий доробок

### Театр
Основні вистави у Київському академічному театрі драми і комедії на лівому березі Дніпра:
- «Венеціанський мавр» за п'єсою Вільяма Шекспіра «Отелло» — Отелло
- «Трохи вина…, або 70 обертів» за новелами Луїджі Піранделло — Пікаронне
- «Корсиканка» за п'єсою Іржі Губача «Наполеон і Жозефіна» — Наполеон Бонапарт
- «Глядачі на виставу не допускаються!» за п'єсою Майкла Фрейна «Театр» — Селздон
- «Хто боїться?..» за п'єсою Едварда Олбі «Хто боїться Вірджинії Вульф?» — Джордж

Основні вистави у Національному академічному театрі російської драми імені Лесі Українки:
- «Весь Шекспір — за один вечір» — третій;
- «Дон Кіхот. 1938 р.» — Дон Кіхот;
- «Ледь мерехтить примарна сцена»… (Ювілей. Ювілей? Ювілей!);
- «Занадто одружений таксист» — Джон Сміт;
- «Дядечків сон» — Афанасій Матвійович Москальов;
- «Удаваний хворий» — Беральд (за однойменною п'єсою Мольєра);
- «Вишневий сад» — Гаєв Леонід Андрійович (за однойменною п'єсою Чехова);
- «Прибуткове місце» — Яким Якимович Юсов (за однойменною п'єсою Островського).

### Фільмографія
- 1994 — Кілька любовних історій — Нутто
- 2001 — Слід перевертня — Карпухін
- 2002 — Вишивальниця в сутінках — Драган
- 2005 — Золоті хлопці
- 2005 — Зцілення коханням — лікар
- 2005 — Сестри по крові — лікар
- 2006 — Все включено
- 2006 — Жіноча робота з ризиком для життя — Уваров
- 2006 — Дивне Різдво — Георгій Самойлов
- 2006 — Таємниця Маестро (режисер М. Федюк) — Шишковський
- 2006 — Ангел-хранитель — прокурор
- 2007 — Позаземної — майор
- 2007 — Ворог номер один — Борис
- 2007 — Серцю не накажеш — Борис, приятель Андрія
- 2008 — Альпініст — Віктор Миколайович
- 2008 — Загін — начальник розплідника
- 2008 — Сила тяжіння — Борис Сухов
- 2009 — Її серце — лікар-кардіолог
- 2009 — Викрадення Богині — шпрехшталмейстер
- 2009 — Право на помилування — суддя
- 2010 — 1942 — генерал-лейтенант
- 2010 — Коли на південь відлетять журавлі — Дмитро Львович
- 2011 — Костоправ — Сергій Борисович
- 2011 — Хто кому хто — Іван Миколайович
- 2011 — Ластівчине гніздо — господар фірми
- 2012 — Брат за брата 2 — Геннадій Степанович Сидорович
- 2012 — Особисте життя слідчого Савельєва — Матвій Ігорович
- 2012 — Любов зі зброєю — Михайло Русаковский
- 2012 — Одеса-мама — прокурор, начальник Чебанова
- 2012 — Порох і дріб — генерал-майор
- 2012 — Синдром дракона — Микола Миколайович
- 2013 — Поцілунок! — Геннадій Степанович Сидорович
- 2013 — Мій тато льотчик — генерал
- 2013 — Вбити двічі — Захаров
- 2013 — Холостяк — Микола Іванович
- 2013 — Поводир — комісар ОДПУ
- 2014 — Братерські узи — Василь Борисович Андрєєв
- 2013 — Лабіринти долі — Ілля Анатолійович
- 2013 — Поки станиця спить — Тихон Федорович Кушнірів
- 2016 — Хазяйка — мер Аніканово[5]

## Нагороди та премії
- 1994 — Заслужений артист України[6]
- 2004 — Народний артист України[7]